# Tamás Preszeller
Tamás Preszeller (ur. 24 sierpnia 1958 w Mosonmagyaróvárze) – węgierski piłkarz występujący na pozycji obrońcy, pomocnika lub napastnika, reprezentant kraju, trener piłkarski.

## Życiorys

### Kariera klubowa
Wychowanek Motim TE, w 1974 roku dołączył do juniorów Videotonu. W 1976 roku został włączony do drużyny rezerw. W latach 1978–1979 grał w trzecioligowym Honvédzie Szondi SE. W październiku 1979 roku powrócił do Videotonu, stając się członkiem pierwszego zespołu. W NB I zadebiutował 17 listopada 1979 roku w przegranym 2:3 spotkaniu z Zalaegerszegi TE, w którym zdobył także bramkę. W 1980 roku przeszedł do Szombathelyi Haladás, z którym rok później awansował do najwyższej węgierskiej klasy rozgrywkowej. W barwach tego klubu w sezonie 1981/1982 wystąpił w pięciu meczach w ramach Pucharu Mitropa. W 1984 roku jego nowym pracodawcą został Rába Vasas ETO. W sezonie 1984/1985 zdobył z klubem wicemistrzostwo Węgier, a rok później – trzecie miejsce. W latach 1984–1986 wystąpił w ośmiu meczach Pucharu UEFA, zdobywając jedną bramkę, w meczu przeciwko Manchesterowi United w październiku 1984 roku. Zawodnikiem Ráby Vasasu ETO był do 1990 roku, rozgrywając w barwach tego klubu 132 mecze w NB I. W drugiej połowie 1990 roku grał w szwedzkim Skärhamns IK, po czym wrócił do Győri Rába ETO. W lutym 1991 roku został wypożyczony na pół roku do MTK SK. Po zakończeniu sezonu przeszedł do austriackiego UFC Schützen, gdzie zakończył karierę rok później.

### Kariera reprezentacyjna
W 1984 roku wystąpił jeden raz w reprezentacji młodzieżowej, w latach 1986–1987 z kolei rozegrał sześć spotkań dla reprezentacji olimpijskiej. 9 września 1986 roku zadebiutował w reprezentacji A w zremisowanym 0:0 towarzyskim meczu z Norwegią. 17 maja 1987 roku zdobył gola w wygranym 5:3 spotkaniu z Polską w ramach eliminacji do Mistrzostw Europy 1988. 26 marca 1988 roku wystąpił ostatni raz w reprezentacji, co miało miejsce w przegranym 0:3 meczu z Belgią. Ogółem siedmiokrotnie reprezentował kraj.

### Kariera trenerska
Dysponuje licencją UEFA A Elite Youth. Był trenerem Kapuvári SE, występującego w NB III. W październiku 2006 roku został trenerem Integrál-DAC, zastępując na tym stanowisku Lászla Nagya. Po zakończeniu sezonu 2006/2007 zarząd klubu rozwiązał z nim kontrakt.
W połowie 2015 roku objął stanowisko dyrektora sportowego w ETO FC Győr. W listopadzie 2015 roku został ponadto trenerem pierwszej drużyny. W kwietniu 2016 roku został zwolniony z funkcji trenera, a zastąpił go Balázs Bekő. W tym okresie zrezygnował także z funkcji dyrektora sportowego.

## Statystyki ligowe
| Sezon         | Klub                     | Liga | Mecze | Gole |
| ------------- | ------------------------ | ---- | ----- | ---- |
| 1979/1980     | Videoton SC              | NB I | 6     | 1    |
| 1981/1982     | Szombathelyi Haladás VSE | NB I | 29    | 0    |
| 1982/1983     | Szombathelyi Haladás VSE | NB I | 28    | 0    |
| 1983/1984     | Szombathelyi Haladás VSE | NB I | 26    | 0    |
| 1984/1985     | Rába Vasas ETO           | NB I | 28    | 2    |
| 1985/1986     | Rába Vasas ETO           | NB I | 29    | 1    |
| 1986/1987     | Rába Vasas ETO           | NB I | 29    | 0    |
| 1987/1988     | Rába Vasas ETO           | NB I | 22    | 1    |
| 1988/1989     | Rába Vasas ETO           | NB I | 8     | 0    |
| 1989/1990     | Rába Vasas ETO           | NB I | 16    | 1    |
| 1990/1991 (w) | MTK-VM SK                | NB I | 14    | 1    |